# Municipio de Lake (condado de Logan)
El municipio de Lake (en inglés: Lake Township) es un municipio ubicado en el condado de Logan en el estado estadounidense de Ohio. En el año 2010 tenía una población de 12534 habitantes y una densidad poblacional de 389,43 personas por km².

## Geografía
El municipio de Lake se encuentra ubicado en las coordenadas 40°22′28″N 83°45′5″O / 40.37444, -83.75139. Según la Oficina del Censo de los Estados Unidos, el municipio tiene una superficie total de 32.19 km², de la cual 32.16 km² corresponden a tierra firme y (0.07%) 0.02 km² es agua.

## Demografía
Según el censo de 2010, había 12534 personas residiendo en el municipio de Lake. La densidad de población era de 389,43 hab./km². De los 12534 habitantes, el municipio de Lake estaba compuesto por el 90.39% blancos, el 4.24% eran afroamericanos, el 0.22% eran amerindios, el 1.05% eran asiáticos, el 0.01% eran isleños del Pacífico, el 0.5% eran de otras razas y el 3.59% pertenecían a dos o más razas. Del total de la población el 1.76% eran hispanos o latinos de cualquier raza.